# 다리우스 외전
《다리우스 외전》(ダライアス外伝, 다라이어스 외전, 본래 다라이어스 III로 출시 예정이었음)은 1994년에 타이토가 개발하고 출시한 진행형 슈팅 아케이드 게임이다. 다리우스 시리즈 중 3번째 게임이다.

## 게임플레이
다리우스 외전은 2차원 진행형 슈팅 게임이다. 플레이어는 실버 호크(Silver Hawk)라는 이름의 우주선을 컨트롤하며 적을 무찌르고 장애물을 피해야 한다. 우주선은 전방 미사일, 공중 투하 폭탄, 보호막을 장착하고 있으며 이들 모두 적들이 플레이어에 의해 파괴되었을 때 특수한 색의 적들이 떨어트리는 다양한 파워업을 통해 업그레이드가 가능하다.
다리우스 외전에 도입된 다른 기능으로는 보스를 붙잡는 능력으로, 보스는 모든 스테이지에 등장한다.

## 포팅
다리우스 외전은 1995년에 세가 새턴으로, 1996년에 플레이스테이션으로, 1997~2004년 사이(이 게임은 여러 기업에 의해 PC로 포팅됨) 마이크로소프트 윈도우로 포팅되었다. 새턴과 PC 버전은 Acclaim과 인터플레이에 의해 각각 유럽과 북아메리카에 출시되었다. 2006년에 타이토 레전드 2의 일부로 플레이스테이션 2, 엑스박스, PC로 재출시되었다.

## 평가
| 평가 |                |
| --- | -------------- |
| 평론 점수 평론사 점수 EGM 7.375/10 (SAT) [ 3 ] Next Generation (SAT) [ 4 ] Sega Saturn Magazine ' 80% (SAT) [ 5 ] |                |
| 평론 점수 |                |
| 평론사 | 점수           |
| EGM | 7.375/10 (SAT) |
| Next Generation                                                                                                   | (SAT)          |
| Sega Saturn Magazine'                                                                                             | 80% (SAT)      |